# 톰 후커
톰 후커(영어: Tom Hooker, 1957년 11월 18일 ~ )는 미국의 가수이자 미술 사진가이다. 그는 인기 있는 이탈로 디스코 아티스트 덴 해로우의 보컬이자 대부분의 곡을 만든 작곡가 중 한 명이다. 2018년 다큐멘터리 돈즈 오브 디스코는 덴 해로우 프로젝트에 후커가 참여한 것을 다룬다.